# 2008 في قطر
فيما يلي قوائم الأحداث التي وقعت خلال عام 2008 في قطر.

## رياضة
- 1 يناير – بطولة آسيا لألعاب القوى داخل الصالات 2008

## موسيقى

### ألبومات
من الألبومات التي صدرت هذه السنة في قطر:
- 1 يناير – صور من غناء كاظم الساهر.

## وفيات

### فبراير
- 14 فبراير – عبد العزيز بن أحمد بن علي آل ثاني (مواليد 1946)